# Wacław Borzemski
Wacław Mścisław Borzemski herbu Jelita (ur. 14 maja 1868 w Zabłotowie, zm. 26 kwietnia 1935 we Lwowie) – polski działacz niepodległościowy, oficer, urzędnik, nauczyciel.

## Życiorys

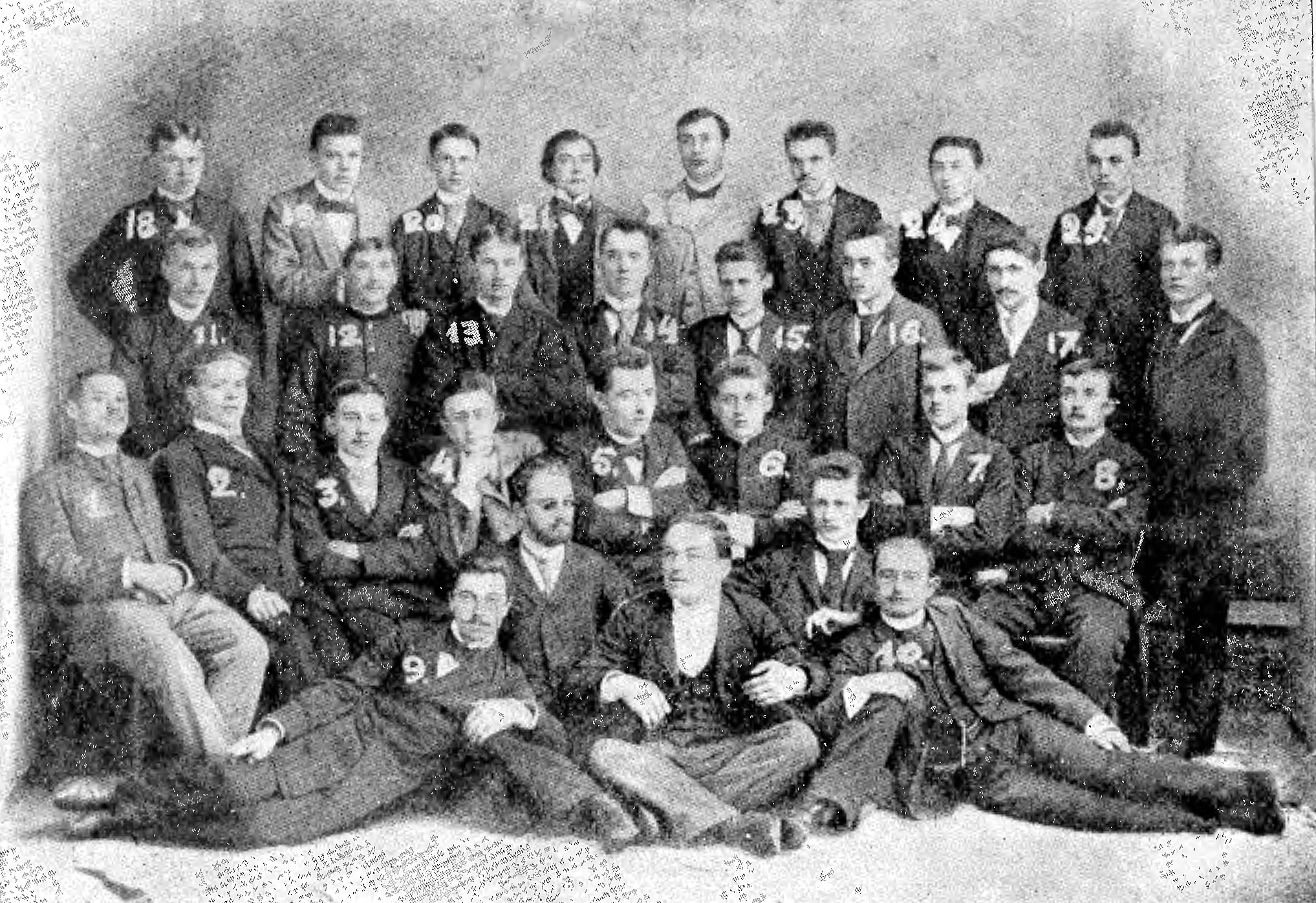
Więźniowie w procesie tarnopolskim (1895). W środku siedzi Wacław Borzemski (nr 5)

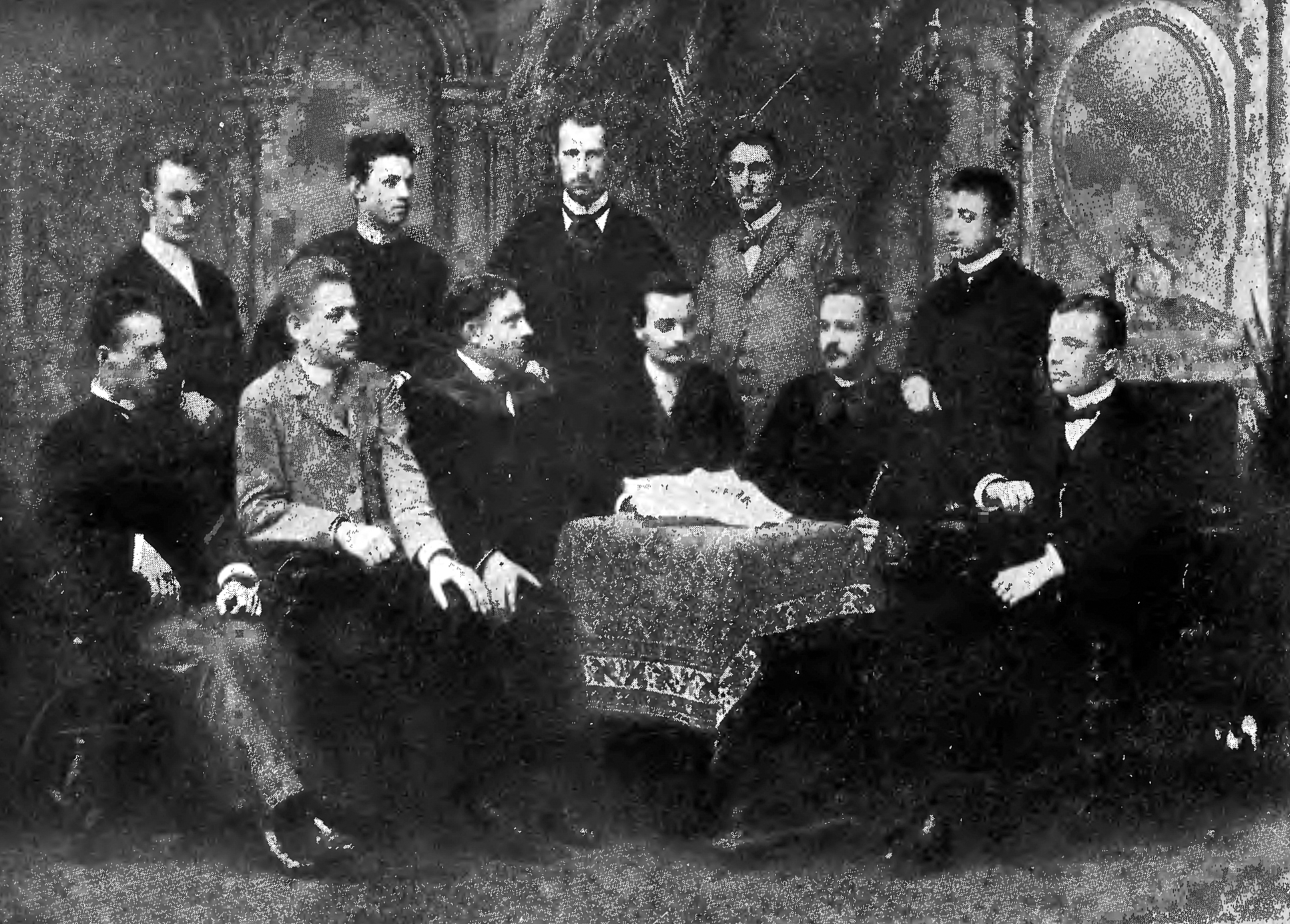
Komitet redakcyjny pisma Życie. Trzeci od lewej siedzi Wacław Borzemski

Wacław Mścisław Borzemski urodził się 14 maja 1868 w Zabłotowie. Legitymował się herbem Jelita. Kształcił się w C. K. Gimnazjum im. Franciszka Józefa we Lwowie, gdzie w 1885 ukończył VIII klasę i zdał egzamin dojrzałości (w jego klasie był m.in. Marceli Chlamtacz, a ponadto w tej szkole wówczas uczyli się Antoni Borzemski – także późniejszy nauczyciel oraz Władysław Borzemski – również uczestnik tajnych organizacji niepodległościowych). Od 1885 do 1891 studiował na Wydziale Prawa Uniwersytetu Lwowskiego. Był kandydatem (koncypientem) adwokackim (także ok. 1894). Pracował w magistratach miasta Lwowa i miasta Kołomyi.
W C. K. Armii w grudniu 1889 został mianowany podporucznikiem rezerwy artylerii z dniem 1 stycznia 1890. Był oficerem rezerwowym 21 baterii dywizji w Stanisławowie (ok. 1890–1894), a około 1894 sformowanego w tym mieście 31 puku artylerii dywizyjnej.
Będąc słuchaczem na uniwersytecie działał w tajnych organizacjach niepodległościowych. Działał wtedy we lwowskiej Organizacji Narodowej, działając aktywnie w obchodach, uroczystościach, drukował w piśmie „Życie”. Przybywał jako delegat i pełnomocnik związku Ligi Narodowej do Tarnowa, gdzie późną wiosną 1890 założono koło tej organizacji (członkowie współpracowali potem ściśle z innym działaczem ze Lwowa, Janem Stapińskim). Przy prowadzeniu sprawy Tadeusza Sośniaka był prześladowany przez władze austriackie. W związku z prowadzonym śledztwem w sprawie działalności polskich tajnych organizacji Borzemski został aresztowany 17 października 1894, był przetrzymywany we Lwowie, a po trzech dniach przewieziony do więzienia C. K. Sądu Obwodowego w Tarnopolu. Podczas uwięzienia w tym zakładzie zorganizował wraz z również aresztowanymi w sprawie współpracownikami system porozumiewania się. Oskarżonych został 26 osób, którym 3 marca 1895 przekazano akty oskarżenia. W marcu 1895 odbywał się przed sądem przysięgłych w Tarnopolu głośny proces karny przeciw Wacławowi Borzemskiemu i towarzyszom o zbrodnią zdrady stanu, w którym główny obwiniony i młodzież zostali oskarżeni o zdradę stanu, obrazę majestatu, zbrodnię zaburzenia spokoju publicznego, przekroczenia przeciwko publicznym zakładom i urządzeniom. Oskarżenie wobec Borzemskiego dotyczyło jego działalności niepodległościowej z lat 1892, 1893, 1894 we Lwowie i w Tarnopolu. Dzięki stworzonej możliwości porozumiewania się w więzieniu oskarżeni (młodsi od niego, w wieku 18-24 lat) otrzymywali od Borzemskiego instrukcje zachowania się przed sądem. Rozprawa trwała przez 13 dni i w jej trakcie nie zostało potwierdzone popełnienie zbrodni i przekroczeń przez podsądnych. Werdyktem sędziów przysięgłych oskarżeni zostali uwolnieni od zarzutów i zwolnieni z uwięzienia. Łącznie Borzemski był więziony przez około pół roku. W okresie od 1890 do 1897 był prezesem tajnych organizacji niepodległościowych w Galicji. Współtworzył organizację „Orzeł Biały” oraz sokolstwo. W tajnych organizacji niepodległościowych w Galicji działała także Maria Borzemska z domu Szenderowicz (zm. przed 1930).
Tuż po uwolnieniu, 6 kwietnia 1895 został wybrany wydziałowym Polskiego Towarzystwa Demokratycznego we Lwowie. Był także publicystą. Publikował też prace literackie, w 1902 pod pseudonimem „Aga”.
Pracując w samorządzie podjął studia na Wydziale Filozoficznym Uniwersytetu Lwowskiego i uzyskał kwalifikację nauczycielską. 1 września 1902 podjął pracę nauczyciela. Jego głównym przedmiotem nauczania był język polski. Uczył w Stanisławowie. 18 lipca 1906 został mianowany zastępcą nauczyciela w C. K. II Gimnazjum w Rzeszowie. Uczył tam języka łacińskiego, języka polskiego. w pierwszym półroczu 1907/1908 otrzymał urlop. Należał do rzeszowskiego gniazda Polskiego Towarzystwa Gimnastycznego „Sokół”. 19 sierpnia 1908 w charakterze zastępcy nauczyciela został przeniesiony z Rzeszowa do C. K. Gimnazjum w Kołomyi z językiem polskim wykładowym. Tam uczył w kolejnych latach. Ponadto wykładał na kursie murarskim fachowym, otwartym w styczniu 1911 w Kołomyi przez Koło TSL. Z gimnazjum kołomyjskiego 12 sierpnia 1913 został przydzielony jako nauczyciel rzeczywisty do oddziałów równorzędnych C. K. IV Gimnazjum we Lwowie (przekształconych wkrótce w samodzielną filię IV Gimnazjum). Tam uczył języka polskiego i języka greckiego. W tej szkole pozostawał w kolejnych latach, w tym podczas I wojny światowej.
W listopadzie 1918 uczestniczył w obronie Lwowa w trakcie wojny polsko-ukraińskiej. Po odzyskaniu przez Polskę niepodległości i przemianowaniu szkoły na IX Państwowe Gimnazjum im. Jana Kochanowskiego z posady profesora w tym zakładzie około 1919-1921 był przydzielony do Kuratorium Okręgu Szkolnego Lwowskiego z funkcjami referenta pomocniczego. W późniejszych latach 20. był profesorem w VI Państwowym Gimnazjum im. Stanisława Staszica we Lwowie, gdzie uczył języka polskiego, języka łacińskiego, historii, był zawiadowcą polskiej biblioteki uczniów. W tym czasie równolegle uczył języka polskiego w Prywatnym Gimnazjum Żeńskim przy ulicy Sakramentek 16 we Lwowie własności Józefy Goldblatt-Kamerling. Z posady profesora VI Gimnazjum pod koniec roku szkolnego 1928/1929 został przeniesiony w stan spoczynku (w tym samym czasie została spensjonowana nauczycielka lwowska, dr Wilhelmina Borzemska). Potem do końca życia pracował jako nauczyciel w zakładach prywatnych.
15 stycznia 1930 grono ośmiu byłych członków tajnych związków galicyjskich z okresu zaborów (w tym sam Borzemski oraz m.in. Jan Sudhoff) powierzyło mu przygotowanie pamiętnika tajnej pracy niepodległościowej, którego napisanie ukończył w czerwcu tego roku. W tym samym roku był przewodniczącym komitetu organizacyjnego zjazdu grona dawnych konspiratorów. Zjazd członków organizacji konspiracyjnych odbył się 7 września 1930 we Lwowie, a W. Borzemski przedstawił podczas niego dzieje pracy niepodległościowej w Galicji w latach 1880-1897.
Zamieszkiwał przy ulicy Łyczakowskiej 50. Zmarł 26 kwietnia 1935 we Lwowie. Został pochowany na Cmentarzu Łyczakowskim we Lwowie w manifestacyjnym pogrzebie 28 kwietnia 1935.
Inny Wacław Borzemski w drugiej połowie XIX wieku był właścicielem wsi Kniesioło, a jeszcze inny, ze stopniem doktora, był właścicielem dóbr Pacyków.

## Publikacje
- Bez drogowskazów. Sylwetki więzienne (1902; jako „Aga”)
- „Wacława dzieje”. Poemat Stefana Garczyńskiego (1909)
- Pamiętnik tajnych organizacji niepodległościowych na terenie byłej Galicji w latach 1880–1897 (1930)
- Ruch patrjotyczny wśród młodzieży polskiej w Galicji (1886–1894) (w: „Niepodległość” T. II, Z. 1 (3) z 1933)

## Odznaczenia
polskie
- Krzyż Niepodległości (9 listopada 1932, za pracę w dziele odzyskania niepodległości)[62]
- Odznaka pamiątkowa „Orlęta”[2]

austro-węgierskie
- Brązowy Medal Jubileuszowy Pamiątkowy dla Sił Zbrojnych i Żandarmerii (przed 1918)[44]
- Krzyż Jubileuszowy dla Cywilnych Funkcjonariuszów Państwowych (przed 1918)[44]